# Neocraspedolepta subpunctata
Neocraspedolepta subpunctata är en insektsart som först beskrevs av Förster 1848.  Neocraspedolepta subpunctata ingår i släktet Neocraspedolepta, och familjen rundbladloppor. Arten är reproducerande i Sverige.